# The New York Review of Books
The New York Review of Books (sau NYREV sau NYRB) este o revistă cultură cu apariție bilunară care conține articole despre literatură, cultură, economie, știință și diverse alte subiecte curente. Publicată în New York, ea are la bază ideea că discuțiile cu privire la cărțile importante sunt un instrument indispensabil activității literare. Esquire a numit-o „principala revistă literar-intelectuală în limba engleză”. În anul 1970, scriitorul Tom Wolfe a descris-o ca „organul teoretic principal al trendului cultural Radical Chic”.
Review publică recenzii și eseuri lungi redactate adesea de scriitori bine-cunoscuți, poezii originale și scrisori de la cititori. În 1979 revista a fondat o ediție britanică denumită London Review of Books, care în curând a devenit independentă. În 1990 a fondat o ediție italiană, la Rivista dei Libri, publicată până în 2010. Robert B. Silvers și Barbara Epstein au redactat împreună revista de la fondarea sa în 1963 până în 2006, când Barbara Epstein a murit, iar apoi Silvers a rămas singurul redactor până în 2017, când a murit și el. Ian Buruma a devenit redactor în septembrie 2017.Review are o divizie de publicare de cărți, înființată în anul 1999 și numită New York Review Books, care publică cărți clasice și cărți pentru copii. Începând din anul 2010 revista a găzduit un blog on-line redactat de colaboratorii săi.
Review a sărbătorit a 50-a aniversare în anul 2013, iar filmul The 50 Year Argument al lui Martin Scorsese prezintă istoria și influența publicației.

## Legături externe
- Site web oficial
- Neyfakh, Leon. "Mr. Silvers, Will You Peek at My Books?" New York Observer, 6 februarie 2008
- 2011 NPR interview of Silvers about the Review
- Danner, Mark. "Editing the New York Review of Books: A Conversation with Robert B. Silvers" Arhivat în 28 ianuarie 2021, la Wayback Machine., 28 aprilie 1999